# 亞諾斯高夫站
亞諾斯高夫站（英語：Arnos Grove tube staton），於1932年9月19日啟用，是倫敦地鐵的一個車站，位於恩菲爾德倫敦自治市亞諾斯高夫地區。亞諾斯高夫站是皮卡迪利線的車站，位於倫敦第4收費區，在磅林站與绍斯盖特站之間。從男爵宮站往東行穿過中倫敦，亞諾斯高夫站是第一個位於地面的車站（之前的車站都位於地底）。它有4個月台和3條路軌。該車站由建築師查爾斯·霍爾頓設計，被譽為現代建築的重要作品。 1971年2月19日，該站被列為二級保護。 2005年，車站進行了翻新，保留了歷史特色。 2011年7月，阿諾斯格羅夫的登錄等被提升為二級*。

## 外部連結
- . Photographic Archive. London Transport Museum.   [2016年3月1日]. （原始内容存档于2014年1月26日）.
  - Architectural drawing showing elevation and cross-section of station
  - Station under construction, May 1932
  - Station the day after opening, September 1932
  - Trackside view of station, 1932
  - Passimeter ticket office, 1932
- . drawings. Royal Institute of British Architects. 1931  [2016年3月1日]. （原始内容存档于2011年7月7日）.
- . CharlesHolden.com.   [2016年3月1日]. （原始内容存档于2003年11月23日）.
- . Borough of Enfield.   [2017年11月18日]. （原始内容存档于2005年5月26日）.
- . The Guardian.   [2016年3月1日]. （原始内容存档于2007年11月21日）.
- . Google Sketchup.   [13 May 2015]. （原始内容存档于2015-04-02）.
- . arnos grow'n'picc club.   [2016年3月1日]. （原始内容存档于2012年4月2日）.